# Juridiken in Warschau

Die Warschauer Juridiken west- und ostseits der Weichsel in der zweiten Hälfte des 18. Jahrhunderts
1. Warschauer “Altstadt”, 2. Warschauer “Neustadt”, 3. Szymanowska, 4. Wielądka, 5. Parysowska, 6. Świętojerska, 7. Nowolipie, 8. Kapitulna (Zadzikowska), 9. Dziekania, 10. Leszno 11. Tłumackie (Tłomackie) 12. Mariensztadt 13. Dziekanka, 14. Wielopole, 15. Grzybów, 16. Bielino (siehe auch 24), 17. Stanisławów, 18. Aleksandria, 19. Nowoświecka, 20. Ordynacka, 21. Tamka-Kałęczyn, 22. Bożydar-Kałęczyn, 23. Nowogrodzka, 24. Bielino (siehe auch 16), 25. Solec, 26. Golędzinów, 27. Praga, 28. Skaryszew-Kamion

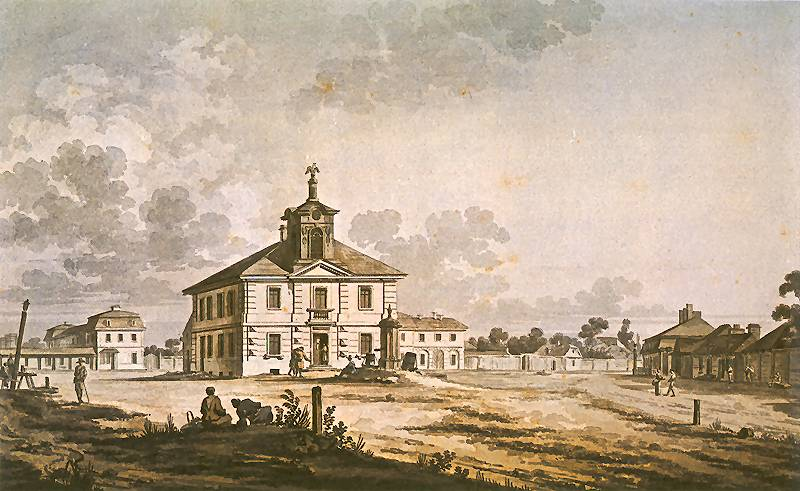
Das Rathaus der Juridika Grzybowa auf einem Gemälde von Zygmunt Vogel

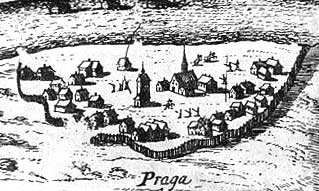
Praga mit seinem Rathaus auf einer Zeichnung von Erik Dahlbergh aus dem 17. Jahrhundert

Die Juridiken in Warschau (polnisch: Jurydyka, Plural Jurydyki) bestanden vom 16. bis zum Ende des 18. Jahrhunderts. Die in ganz Polen zu der Zeit verbreiteten, von der städtischen Gerichtsbarkeit unabhängigen Juridiken beeinflussten die Stadtentwicklung Warschaus erheblich. Noch heute finden sich im Stadtbild Spuren ihres früheren Bestehens.

## Geschichte
Die ersten Juridiken im Umfeld Alt-Warschaus entstanden in der zweiten Hälfte des 16. Jahrhunderts und basierten auf einem Erlass des Sejms von 1559. Dazu gehörten die geistlichen Juridiken auf bereits vorher klösterlich verwalteten Flächen wie Świętojerska, Dziekania oder Nowogrodzka. Später gründeten vor allem wohlhabende Adlige außerhalb der ab 1621 gezogenen Bastionslinie neue Siedlungen. Eine der ersten Juridiken im Besitz eines weltlichen Herrn war Leszno, die im Jahr 1648 von Bogusław Leszczyński gegründet wurde.
In einer Aufstellung dauerhaft gemeldeter Einwohner im Umfeld Warschaus im Jahr 1792 verteilten sich die 115.000 damaligen Warschauer wie folgt: 66 % lebten in der Altstadt, 6 % in der Neustadt und 28 % in den (vormaligen) Juridiken, davon 7 % auf der rechten Uferseite in Praga. Jüdische Händler konnten sich in Warschau nur in den Juridiken niederlassen. Zehn Juridiken verfügten über eigene Rathäuser, einige verwendeten eigene Maßeinheiten. Im Jahr 1791 wurden sämtliche Juridiken in Warschau aufgehoben, die ganze Stadt wurde administrativ in sieben gleichgestellte Bezirke aufgeteilt.
Bis zu ihrer Auflösung waren in Warschau neben der Altstadt (14. Jahrhundert) und der Neustadt (15. Jahrhundert) 26 Juridiken entstanden:
- Świętojerska, 14. Jahrhundert
- Dziekania, 1402 (Gründer: Dekan des Kollegiatstiftes des Heiligen Johannes)
- Dziekanka (unbekannt)
- Nowogrodzka, 15. Jahrhundert (Gründer: Kirchengemeinde des Heiligen Geistes, später die Missionare des Heiligen Kreuzes)
- Parysowska, 16. Jahrhundert (Gründer: Andrzej Parys, Starost von Czersk sowie Adam Parys, Kanoniker von Krakau)
- Kapitulna (Zadzikowska), 1638 (Gründer: Jakub Zadzik, Bischof von Krakau und Kanzler der Großkrone)
- Nowolipie, erste Hälfte des 17. Jahrhunderts (Gründer: Kloster des Erlöserordens)
- Szymanowska, erste Hälfte des 17. Jahrhunderts (Gründer: M. Szymanowski, Starost von Wyszogród)
- Skaryszew-Kamion, 1641
- Leszno, 1648 (Gründer: Bogusław Leszczyński, Unterschatzmeister der Krone und Jan Leszczyński, Kanzler der Großkrone)
- Praga, 1648 (Gründer: Adam Kazanecki)
- Grzybów, 1650 (Gründer: Jan Grzybowski, Starost von Warschau)
- Tamka-Kałęczyn, 1659 (Gründer: Kloster der barmherzigen Schwestern)
- Nowoświecka, 1659 (Gründer: Domkapitel von Warschau)
- Aleksandria, 1670 (Gründer: Fürst Aleksander Zasławski)
- Solec, 1675
- Wielopole, 1693 (Gründer: Anne de la Grande d’Arquien, Witwe des Kanzlers der Großkrone Jan Wielopolski)
- Wielądka, erste Hälfte des 18. Jahrhunderts (Gründer: Adam Wielądek)
- Tłumackie (Tłomackie), 18. Jahrhundert (Gründer: Eustachy J. Potocki, Starost von Tłumacki)
- Bożydar-Kałęczyn, 1702 (Gründer: J. Szwarcenberg-Czerny)
- Ordynacka, 1739 (Gründer: Ordynat von Jan Jakub Zamoyski)
- Bielino, 1757 (Gründer: Franciszek Bieliński, Marschall der Großkrone)
- Mariensztat, 1762 (Gründer: Eustachy Potocki, Kammerherr und General)
- Golędzinów, 1764 (Gründer: Stanisław August Poniatowski)
- Bielino, 1766
- Stanisławów, 1768 (Gründer: Stanisław August Poniatowski)